# 李志鵬
李志鵬（1932年7月4日—2004年12月30日），贵州修文人，中華民國法學學者、律師、政治人物，曾代表中國國民黨在台北市選區當選為第一屆第一、二、三次增額立法委員。2002年獲第二屆國立臺北大學傑出校友。
少年時響應十萬青年十萬軍，投筆從戎加入中國青年軍，曾參加過1949年古寧頭大戰，負傷退役後重返校園，就讀中興法商大三時通過司法官及律師考試，後來赴美留學取得博士學位。1973年－1984年連任3屆增額立委後，獲提名為第五屆大法官。1994年大法官任滿退休，2004年12月30日因心臟病病逝台北市，享壽72歲。
其妻李尹緒瑛為現任臺北市私立復興實驗高級中學董事長。其子為現任立法委員及中國國民黨中央委員會第十九屆常務委員李德維。